# Roy Edward Disney
Pour les articles homonymes, voir Disney.
Roy Edward Disney est un producteur américain né le 10 janvier 1930 à Los Angeles (Californie) et mort le 16 décembre 2009 à Newport Beach (Californie). Neveu de Walt Disney, il a siégé au comité de direction de la Walt Disney Company de 1967 à avril 2004.

## Biographie
Roy Edward Disney est le fils de Roy Oliver Disney, frère de Walt Disney et d'Edna Francis. Il naît en 1930 alors que sa mère travaille à l'encrage des premiers Mickey Mouse. Roy E est passionné par les avions et obtient une licence de pilote à 16 ans puis s'engage au Pomona College dans un cursus d'ingénieur en aéronautique. Roy Edward est comme son père et n'a aucun don pour le dessin mais n'a pas de dons pour les mathématiques ou la finance, il s'oriente donc vers la langue anglaise et obtient un diplôme dans cette matière. Il parvient à décocher un poste de page à NBC sur la série Badge 714. Par la suite son père l'aide à rejoindre la société familiale.
Roy Edward commence à travailler pour Walt Disney Productions en tant qu'assistant-éditeur sur les films documentaires animaliers True-Life Adventure en 1954 sous le mentorat de Norman R. Palmer. C'est un départemlent dédiée à ce type de production initié par Walt Disney mais qu'i ,s'est détourné vers d'autres projets.
Roy Edward continue à travailler pour Disney comme écrivain, directeur et producteur, principalement pour les productions télévisuelles liées au Monde merveilleux de Disney. En 1955, il épouse Patricia Dailey, la sœur d'un ami d'enfance. Patricia Ann Dailey est née en 1935 et avocate de formation. Le couple aura quatre enfants : Susan, Timothy, Roy Patrick et Abigail. Vice-présidente de Shamrock Holdings, Patricia meurt le 3 février 2012 des suites d'une maladie d'Alzheimer.
En 1958, il se découvre une passion pour la navigation alors qu'il admire un coucher de soleil avec sa femme Patricia à Corona del Mar. Ils achètent un sloop de 30 pieds et Roy participe à une régate de Newport à Ensenada. Au milieu des années 1960, il achète un bateau avec deux amis un Cal 28 (en).
En 1967, il est élu au directoire de la Walt Disney Company. Son père décède le 20 décembre 1971 à Burbank. En 1974, il confie la gestion de ses biens personnels à Stanley Gold ne se sentant pas un homme d'affaires.
En 1970, Roy E. achète un ketch de 40 pieds et navigue le weekend avec ses enfants jusqu'à Santa Catalina.

### 1977-1984: Début de Shamrock Holdings
Début mars 1977, il annonce sa démission. John Taylor mentionne une lettre du 4 mars 1977 tandis que Mark Arnold, indique qu'il soumet cette démission le 7 mars 1977. Officiellement, il refuse d'être un haut responsable en 1977 à cause d'une différence de points de vue concernant les décisions de ses collègues du moment. Selon John Taylor, il est lassé que ses propositions de changer le studio ne soient pas écoutées. À cette époque, il est vice-président des productions en 16mm, sous la direction de Ron Miller et envisage de devenir producteur indépendant. Mais le studio Disney n'a jamais sous-traité ses productions et Card Walker ne souhaite pas innover. Au moment de son départ, il possède environ 3 % des actions de Disney, et avec les autres membres de la famille Disney qui détiennent individuellement moins de 2 % chacun, le total familial s'élève à 11 %.
En avril 1978, il participe à la compétition nautique de Newport Beach à Ensenada au Mexique. Il emporte 11 caméras qui enregistrent 35 heures de films en 16 mm. Le documentaire d'une heure et demi qui permet de côtoyer les 600 navires de la compétition de 200 miles sera diffusé en 1980 sous le titre Pacific High.
En 1978, il fonde Shamrock Holdings un fonds d'investissements personnel alors domicilié au 4444 W Lakeside Drive, juste entre Universal Studios Hollywood et les Warner Bros. Studios. Grâce à ce fonds il détient 1,1 million d'actions de Disney mais durant l'année 1983, la valeur de l'action est tombée de 80 USD à 50 USD soit une perte de près de 30 millions de dollars. En parallèle, le Dow Jones a augmenté de plus de 200 points, ce qui démontre un problème. Selon son ami et conseiller Stanley Gold, les raisons sont liées à l'investissement pour EPCOT estimé à un milliard de dollars et les mauvais résultats des studios Disney. Gold a réussi à faire fructifier les économies de Roy E. Disney et elles sont estimées début 1984 à plus de 200 millions d'USD. Le fonds d'investissements possède aussi bien des fermes de bétails que des stations de radio et de télévision.

### 1984-2002: Renouveau de Disney
Il déclarera plus tard : « J'ai juste senti que créativement, la société n'allait nulle part. C'était très frustrant »[source insuffisante]. Mais il conserve son poste au directoire. Sa démission est le début d'une série de modifications au niveau de la direction de Disney, y compris le remplacement du président-directeur général Ronald William Miller (époux de Diane Marie Disney, fille de Walt) par Michael Eisner et Frank Wells. L'entreprise Disney est au cœur d'une Guerre financière pour Disney.
Roy revient rapidement dans la société, en 1984, comme vice-président du directoire et responsable du département animation. Le 13 juillet 1989, Roy Disney relance en mer le Pyewacket après des avaries en 1987, un Nelson-Marek 68 .
Il prend pour but de revitaliser la tradition de la société dans les films d'animations, et à la fin de la décennie le département obtient plusieurs succès, les employés du département l'ayant prié de leur accorder suffisamment de liberté artistique pour leurs projets. Durant les années 1990, le département animation produit un grand nombre de films commercialement rentables, acclamés par les critiques. Cette période est appelée « renaissance » pour la société et pour l'animation en général, bien que les profits commencent à baisser à la fin de la décennie.
En juillet 1997, Roy E Disney finance au travers de son fonds privé Shamrock Holdings, la création d'un nouveau studio à Los Angeles, Manhattan Beach Studios. Cinq studios sont construits en 1998 pour 90 millions d'USD sur un terrain de 22 acres (9 ha) et 10 autres sont prévus. Le succès est au rendez-vous en raison du manque d'espace de tournage dans la ville (6 studios inutilisés sur 256 selon un recensement faite par CBS) et plusieurs séries y sont tournées. La gestion du studio est confiée en juillet 1998 à Raleigh Studios. Il vend le studio en 2004 pour 100 millions d'USD à un fonds d’investissement nommé Oak Tree Capital Management.
Le 16 octobre 1998, lors d'une réunion surprise, faite à la nouvellement construite Disney Legends Plaza au siège social de la société, le PDG Michael Eisner lui décerne le prestigieux Disney Legends Award.
Le principal projet de Roy a été Fantasia 2000, une suite au film d'animation musical Fantasia produit par son oncle Walt Disney en 1940. Walt Disney avait prévu une suite, voire plusieurs, mais elles ne furent jamais réalisées. Roy est producteur exécutif de ce nouveau film, dont la production prendra neuf ans et qui sort en salle le 17 décembre 1999. Comme son prédécesseur, le film combine animation contemporaine de haute qualité et musique classique.
Dernier membre de la famille Disney à être encore impliqué activement dans la société, Roy gagne un statut de célébrité. On le compare aussi bien à son oncle Walt qu'à son père, Roy Oliver, tant en apparence qu'en personnalité. Le magazine Forbes estime sa fortune personnelle autour de 900 millions de dollars.

### 2003: Démission et combat contre Michael Eisner
Après une mésentente avec le PDG Michael Eisner, l'influence de Roy Disney commence à décliner, d'autant que beaucoup de responsables proches de Eisner sont nommés à des plus hauts postes. Quand le directoire rejette une demande de Roy pour repousser le terme de son mandat, il annonce sa démission le 30 novembre 2003, citant de « sérieuses différences d'opinion sur la direction et le type de management » dans la société. Il publie une lettre accusant Eisner de mauvaise gestion de la société, de négligence sur la division des studios d'animation, évoquant les échecs de ABC, une timidité dans le domaine des parcs à thèmes, l'installation d'un mentalité d'entreprise « corporate » dans la structure hiérarchique, transformant la Walt Disney Company en une « société rapace, sans âme », et refusant d'établir un plan de succession clair.
Après sa démission, Roy E. Disney aide à créer le site internet SaveDisney.com, tentant de démettre Eisner et ses soutiens de leurs positions et surtout de revitaliser la Walt Disney Company. Mais ses partisans, nombreux au sein des studios, sont licenciés pour raisons économiques.
Le 3 mars 2004, au congrès annuel des actionnaires de Disney, un pourcentage surprenant et sans précédent de 43 % des actionnaires, principalement rassemblés autour de Roy Disney et Stanley Gold, vote pour s'opposer à la réélection d'Eisner comme PDG. Cela oblige le directoire à démettre ce dernier de son mandant de président en faveur de George Mitchell.
Le 13 mars 2005, la société annonce que Robert Iger remplacerait Eisner comme directeur général le 1er octobre, un an avant l'expiration de son contrat. Eisner, toutefois, reçoit son salaire jusqu'à l'expiration de son mandat en 2006. Quoique Roy désirât le départ de Eisner, les rapports indiquent qu'il est mécontent de ce remplacement, Iger étant un proche et le dauphin d'Eisner depuis longtemps ; il doit donc continuer sa croisade pour revitaliser la société de sa famille[source insuffisante].
Roy E. Disney reste toutefois actif dans le domaine de l'animation et les médias en général par le biais de son fonds d'investissements personnels Shamrock Holdings. Certains attribuent à cette société la découverte de Pixar.[réf. nécessaire]
Le 16 décembre 2009, Roy meurt d'un cancer à Newport Beach à l'âge de 79 ans.
Le 10 janvier 2010, lors de la cérémonie funéraire en hommage à Roy Edward Disney, Robert Iger annonce que le bâtiment hébergeant le studio d'animation de Burbank serait renommé Roy E. Disney Animation Building.

## Filmographie
Roy Disney participa à la direction ou à la production de nombreux films parmi lesquels :
- 1966 : The Legend of El Blanco (1966), coproducteur
- 1968 : The Owl That Didn't Give a Hoot (1968), producteur
- 1970 : Cristobalito, the Calypso Colt, producteur
- 1974 : Ringo, the Refugee Raccoon, producteur
- 1975 : Deacon, the High Noon Dog, producteur
- 1976 : The Survival of Sam the Pelican, producteur
- 1976 : The Flight of the Grey Wolf, producteur
- 1983 : Krag, the Kootney Ram, producteur exécutif
- 1989 : Douma et ses amis
- 1990 : Les Personnages animés préférés à la rescousse
- 1998 : The Wonderful Ice Cream Suit, producteur
- 1999 : Fantasia 2000, producteur exécutif
- 2003 : Destino, producteur exécutif
- 2004 : Lorenzo, producteur exécutif
- 2004 : Un par un, producteur exécutif
- 2006 : La petite fille aux allumettes, producteur exécutif